# Chlorophorus himalayanus
Chlorophorus himalayanus är en skalbaggsart som beskrevs av Maurice Pic 1913. Chlorophorus himalayanus ingår i släktet Chlorophorus och familjen långhorningar. Inga underarter finns listade i Catalogue of Life.